# Plecturocebus ornatus
Plecturocebus ornatus is een zoogdier uit de familie van de sakiachtigen (Pitheciidae). De wetenschappelijke naam van de soort werd voor het eerst geldig gepubliceerd door John Edward Gray in 1866.

## Voorkomen
De soort komt voor in Colombia.